# Nur Jahan
Nur Jahan (in persiano نور جهان‎, in hindī नर्स जहान; luce del mondo; nata Mehrunnissa Begum, in persiano مهر النسا‎, in hindī नर्स जहान; Sole fra le donne; Kandahar, 31 maggio 1577 – Lahore, 18 dicembre 1645) è stata una nobildonna persiana, imperatrice consorte dell'Impero Moghul come moglie principale di Jahangir e una delle donne più note e potenti nella storia dell'India.

## Vita

### Origini familiari
Nata Mehr-un-Nissa (anche Mehrunnissa), era l’ultima dei sette figli di Mirza Ghiyas Beg (?-1622) e di Asmat Begum (?-1621), aristocratica famiglia persiana di funzionari, ufficiali e poeti. Il nonno paterno era il poeta Hejri (aka Khwaja Muhammad-Sharif) (?-1576/77) ministro del sovrano persiano Scià Tahmasp I (1514 - 1576); mentre, il nonno materno era Mirza Ala-ud-Daula Aqa Mulla, capo del clan Aqa Mulla, noto per il suo raffinato livello culturale.
Mehrunnissa nacque nel 1577, pochi mesi dopo che la famiglia si trasferì definitivamente da Teheran a Kandahar, allora provincia del Hindustan, territorio governato dai Mughal. Dove Mihra Ghiyas Beg fu a servizio, prima dell’imperatore Akbar (1542– 1605), come tesoriere della provincia di Kabul (c.1579-1605), poi dell’imperatore Jahangir (1569 -1627), suo futuro genero. 

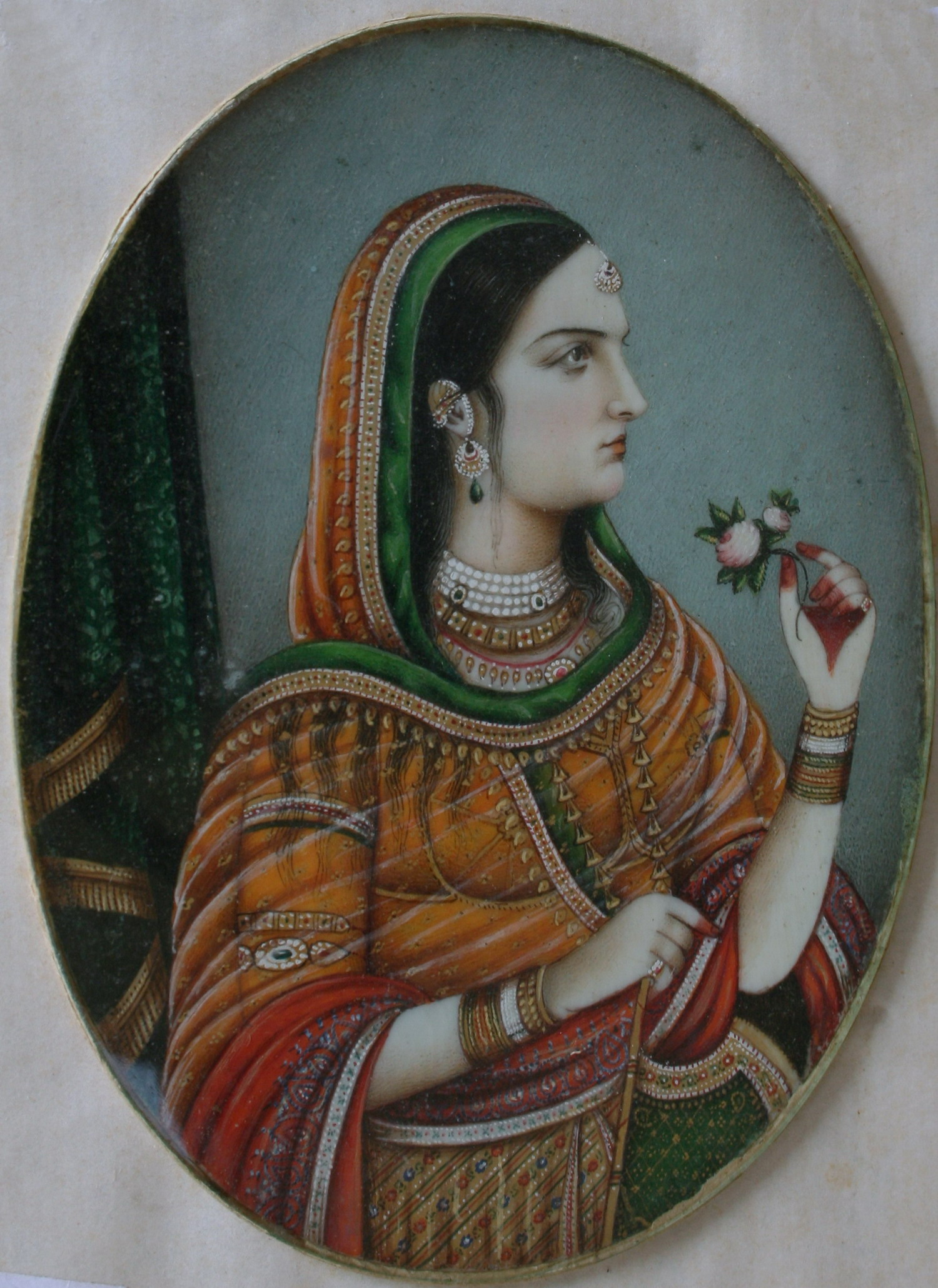
Nur Jahan di Kandahar
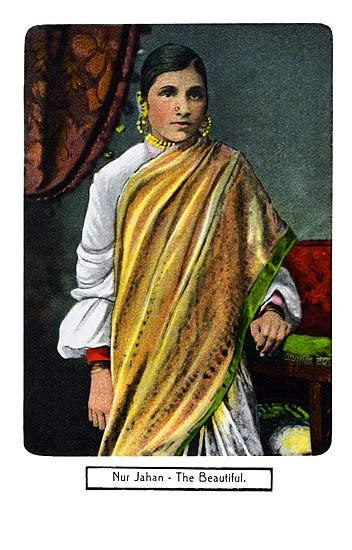
Giovanissima Mehrunnissa
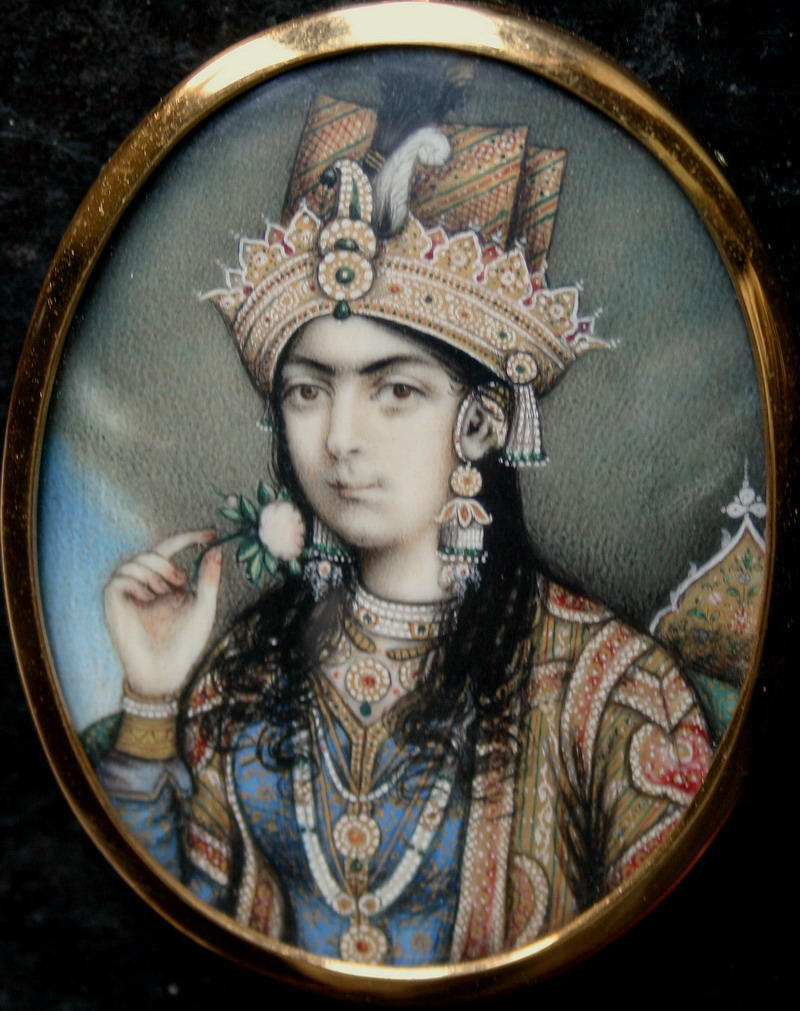
Mehrunnissa in raffinato abbigliamento dell'epoca

### Giovinezza
Mehrunnissa venne educata alle lingue, la musica e la danza. Oltre a diversi sport d’élite come il polo, la scherma e il tiro con l’arco. Era un'esperta calligrafa (in arabo e sanscrito) e appassionata “designer”. È documentato che abbia realizzato gioielli, profumi, abiti e perfino alcuni edifici. 
A diciassette anni, nel 1594 secondo lo storico Heinrich Blochmann, Mehrunnissa venne data in sposa a Sher Afhgan Khan (?-1607), un jagirdar dell'impero Mughal. Nel 1605 nacque la loro unica figlia Mihrunnissa Banu Begum, conosciuta anche come Ladli Begun. Nel 1607 rimasta vedova, Merhrunissa entrò a far parte del harem reale della regina Ruqaiya Sultan Begum (1542 - 1626), una delle matrigne di Jahangir e sua madre adottiva. La relazione fra le due era tanto stretta che si vociferava ci fosse fra loro un'intimità carnale. 
La sua permanenza nell'harem, le permise di immergersi in una realtà i cui meccanismi la portarono a diventare unica nel suo genere. È noto che in poco tempo ne divenne una leader, molto apprezzata dalle altre donne.

### Nur Janan

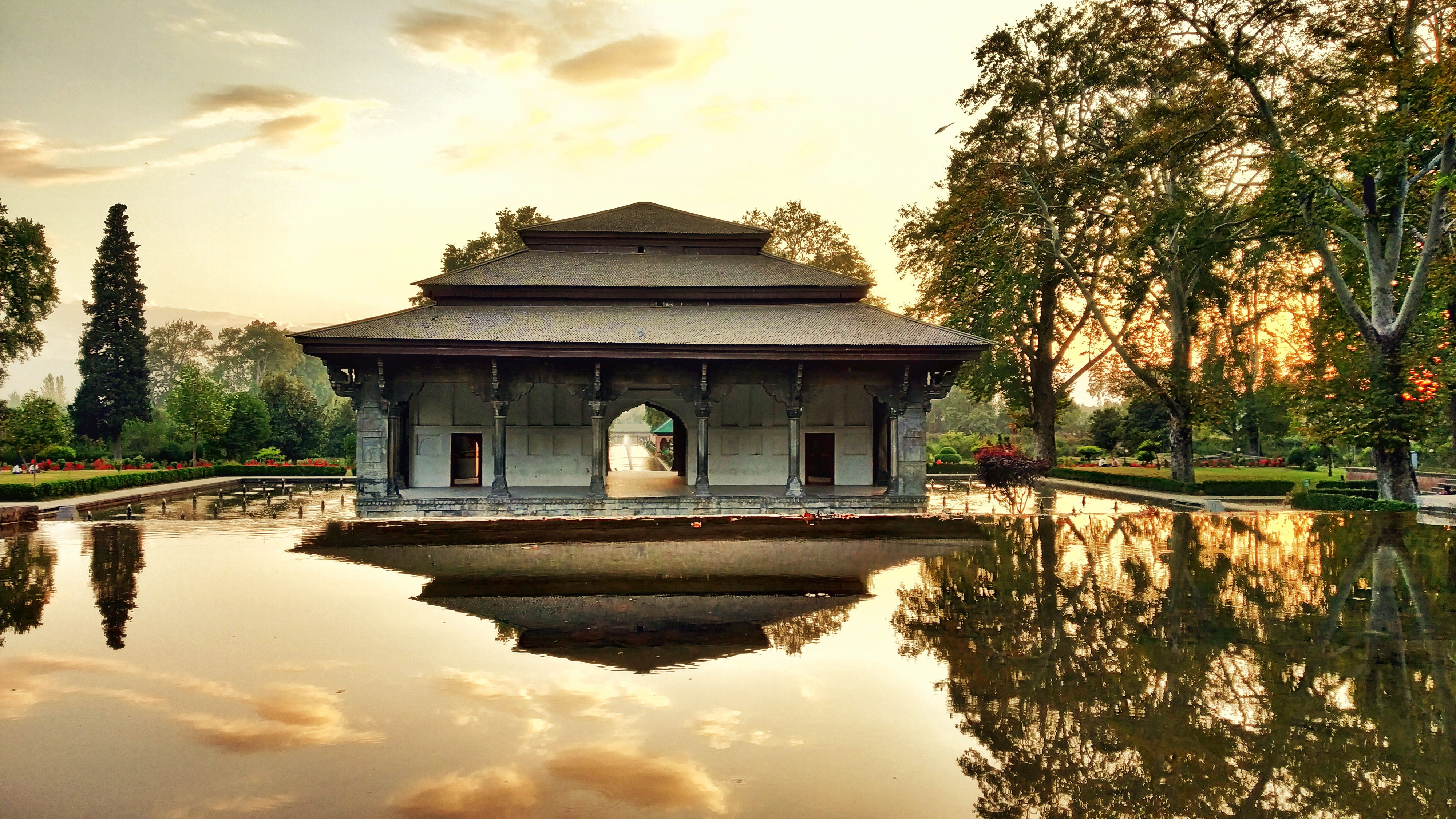
Shalimar Bagh nella città di Srinagar in Kashmir, è uno dei giardini moghul fatti realizzati da Nur Jahan

Secondo il cronista di corte Mu’tamid Khan, nel maggio del 1611  “Nur Mahal (la luce del palazzo)” fu incoronata imperatrice consorte dell’imperatore Mughal Nur-ud-din Muhammad Salim, conosciuto semplicemente come Jahangir. Matrimonio che verrà ricordato da tutti gli storici come una grande storia d’amore  e di collaborazione. Primo tra tutti, Jangir stesso nel 1614 sul suo manoscritto autobigrafico “Tuzuk-e-Jahangiri”, scrisse: «per due coppe di vino e una minestra ho lasciato il mio impero alla mia amata» e ancora «compagna sensibile, cacciatrice esperta, ottima consigliera e diplomatica».
Da subito, Nur Mahal ottenne dei diritti impensabili per le donne dell’epoca: aveva il controllo sulla zenana (i diversi quartieri femminili del palazzo reale), accompagnava il sovrano nei suoi viaggi di caccia o d’affari, ordinava e organizzava ogni cosa relativa a Jahangir. Patrona delle arti e della cultura, fu un’icona di stile e raffinatezza, nota anche per la sua generosità verso i bisognosi e per la carità pubblica. Furono costruire in suo onore città, moschee e palazzi. I famosi giardini di Achabal in Kashmir furono ideati e progettati da lei stessa. 
Dopo la sua nomina a “Nur Jahan (la luce del mondo)”, nel 1616, la co-reggenza divenne legale. Secondo il cronista di corte Muhammad Hadi, all’imperatrice venne dato un sigillo reale con cui firmare, potere decisionale sul "diwan al-malaki" (assemblea reale) e sull’esercito. E nel 1617, fu perfino coniata una moneta d’argento che portava il suo nome.
Tutto ciò accentuò sempre più il suo potere politico e decisionale sull’impero, cosa non gradita da molti illustri funzionari dell’epoca e neanche dai “mullah” religiosi. Il cronista reale Muhammad Hadi annotò che non le fu mai dedicata alcuna “khodba” del venerdì, cosa fondamentale per ufficializzare una reggenza.

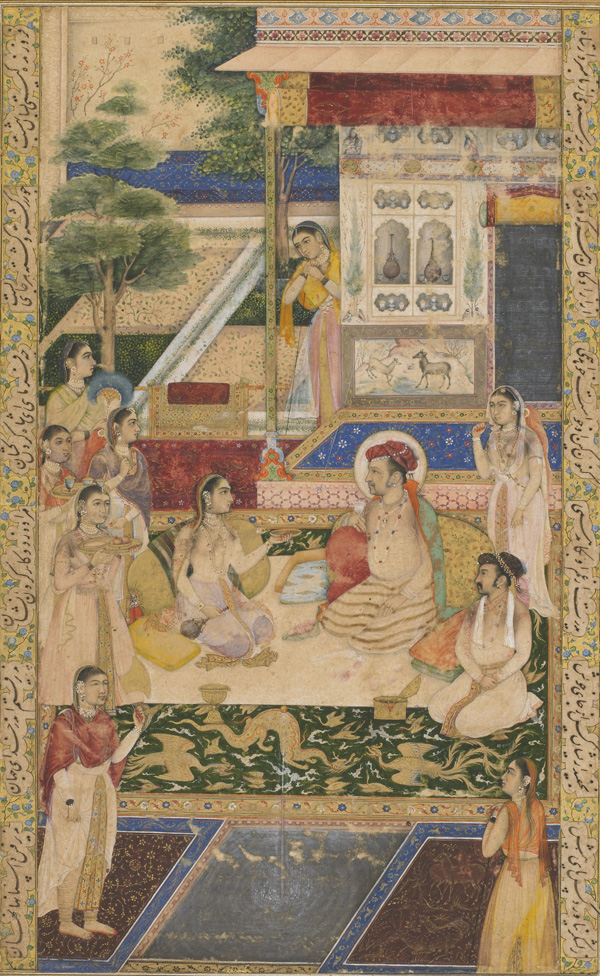
Jahangir, il Principe Khurram e Nur Jahan, c. 1624. Miniatura Mughal. circa 1800
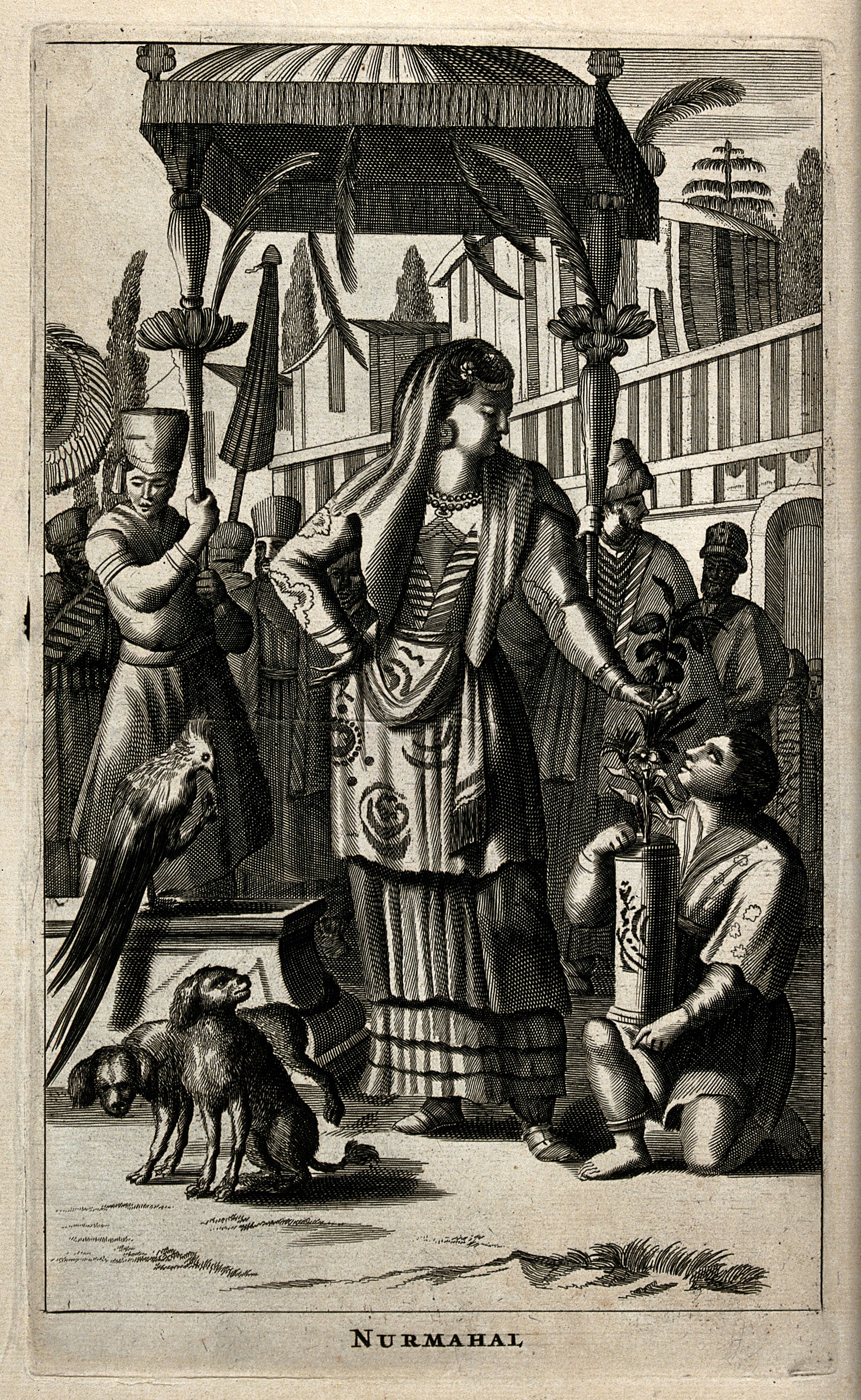
L'imperatrice Nur Mahal, consorte di Jahangir, imperatore Mughal, con i suoi servi ed i suoi cani. Incisione di Olfert Dapper (1636–1689), Wellcome Collection gallery
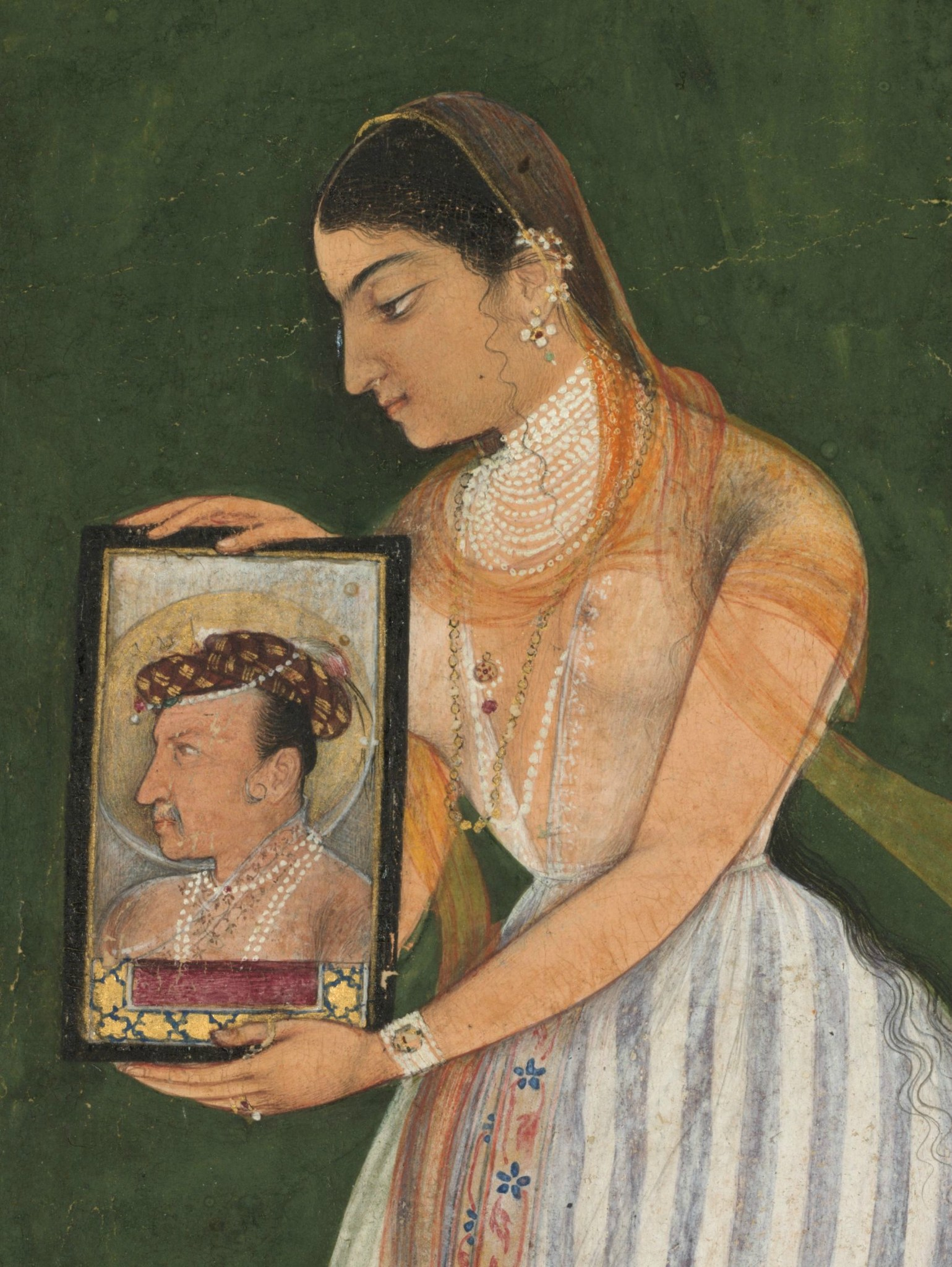
Nur Jahan con un ritratto di Jahangir, circa 1627. Miniature Mughal, 1800 circa. India, Museo dell'Arte di Cleveland, USA

### Nur Janan Junta
La manovra politica più audace di Nur Jahan fu la “junta”, ossia l’assunzione dei suoi familiare nelle posizioni più delicate dell’impero, tra il 1611 al 1627. Tra i fedelissimi più prossimi alla moglie, Jahangir assunse:
- Mirza Ghias Beg, padre di Nur Jahan, come Gran Visier (1611-1622).
- Asma Bagun, madre di Nur Jahan, come Darogha Bagun (gran matrona) del harem reale (1611-1621).
- Asaf Khan, fratello di Nur Jahan, come Wakil (capo dei funzionari delle tasse Mughul), (1611-1627).

Nur Jahan cercò di garantire alla sua famiglia un futuro di rilievo nell’impero Mughal, combinando i matrimoni di sua figlia Ladli Begum con il principe Shahryar (1605-1628) e di sua nipote Arjumand Banu Begum 
(futura Mumtaz Mahal) con il Prince Khurram (futuro Shah Jahan). La preferenza di Nur Jahan per il principe Shahryar, come marito di sua figlia e come futuro imperatore, fu la causa di pesanti dissapori tra Jahangir e suo figlio Shah Jahan.

### Esilio
Alla morte di Jahangir nel 1627, l’odio che diversi membri della famiglia reale covavano contro Nur Jahan esplose inesorabilmente. Asaf Khan e Shah Jahan si allearono, uccidendo Sharyar ed esiliando a vita Nur Jahan e Ladli Begum, nel palazzo di Lahore. Secondo lo storico Lal Ruby, è possibile che Shah Jahan si fosse appellato alla “fitna” per riuscire ad avere l’approvazione del diwan al-malaki contro Nur Jahan e che ciò sia evidente nelle dichiarazioni presenti nel Shahjahannama ("Le Cronologie di Shah Jahan") del XVII secolo.
Nur Jahan morì nel 1645, dopo diciotto anni di vita molto ritirata; venne sepolta vicino al marito, nel suo mausoleo di Lahore. L’epigrafe sulla sua lapide dice:
” Sulla tomba di questo povero sconosciuto, giammai lampada né rosa. Né ala di farfalla venga bruciata ne canto d’usignolo udito”

## Titoli
Nel manoscritto ” Iqbal Nama”, il cronista di corte Mu’tamid Khan annotò i seguenti titoli:
- Padshah Begum (la signora imperatore),
- Nur Mahal (la luce del palazzo)
- Nur Jahan Begum (la signora luce della terra)
- Nur Jahan (la luce del mondo)

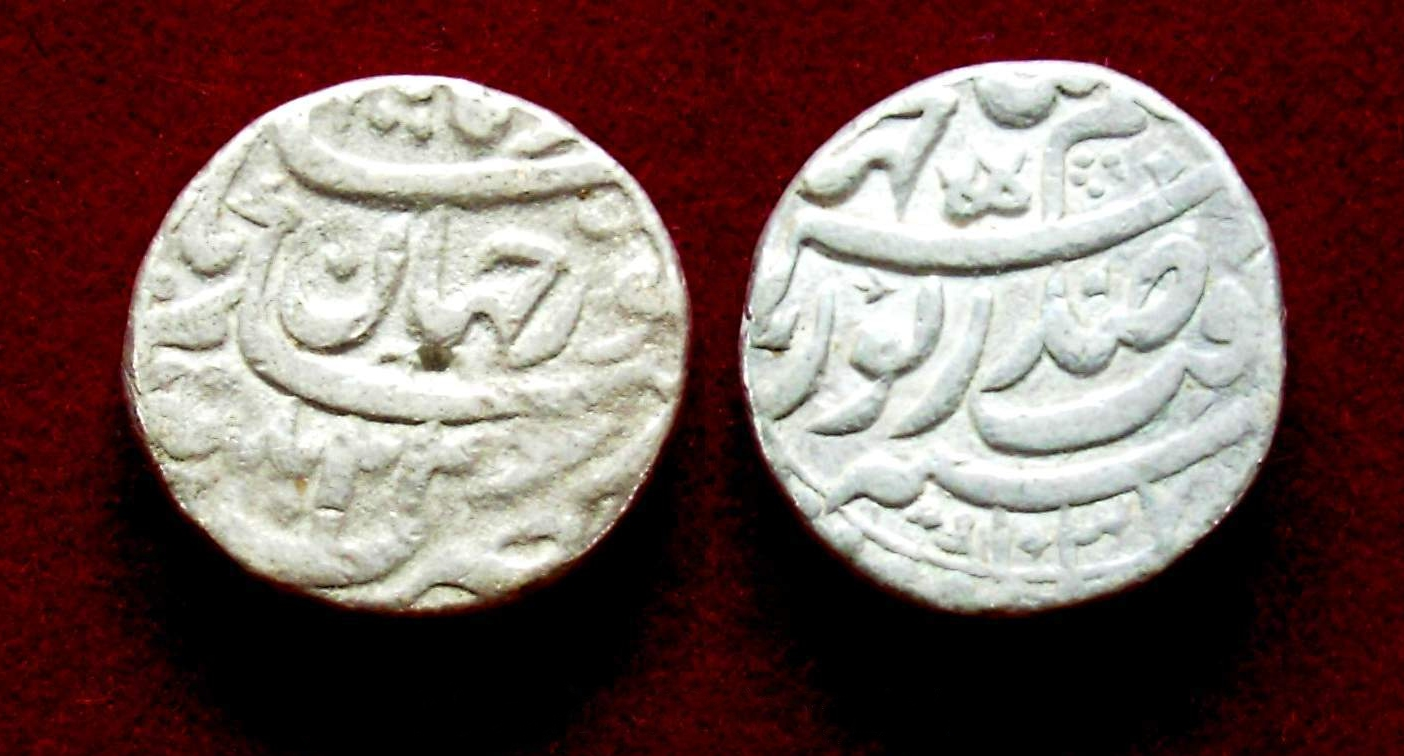
Rupia di argento coniata da Jahangir, con inciso il nome di Nur Jahan. Datata 1037H/1267-68 d.C., coniata a Patna
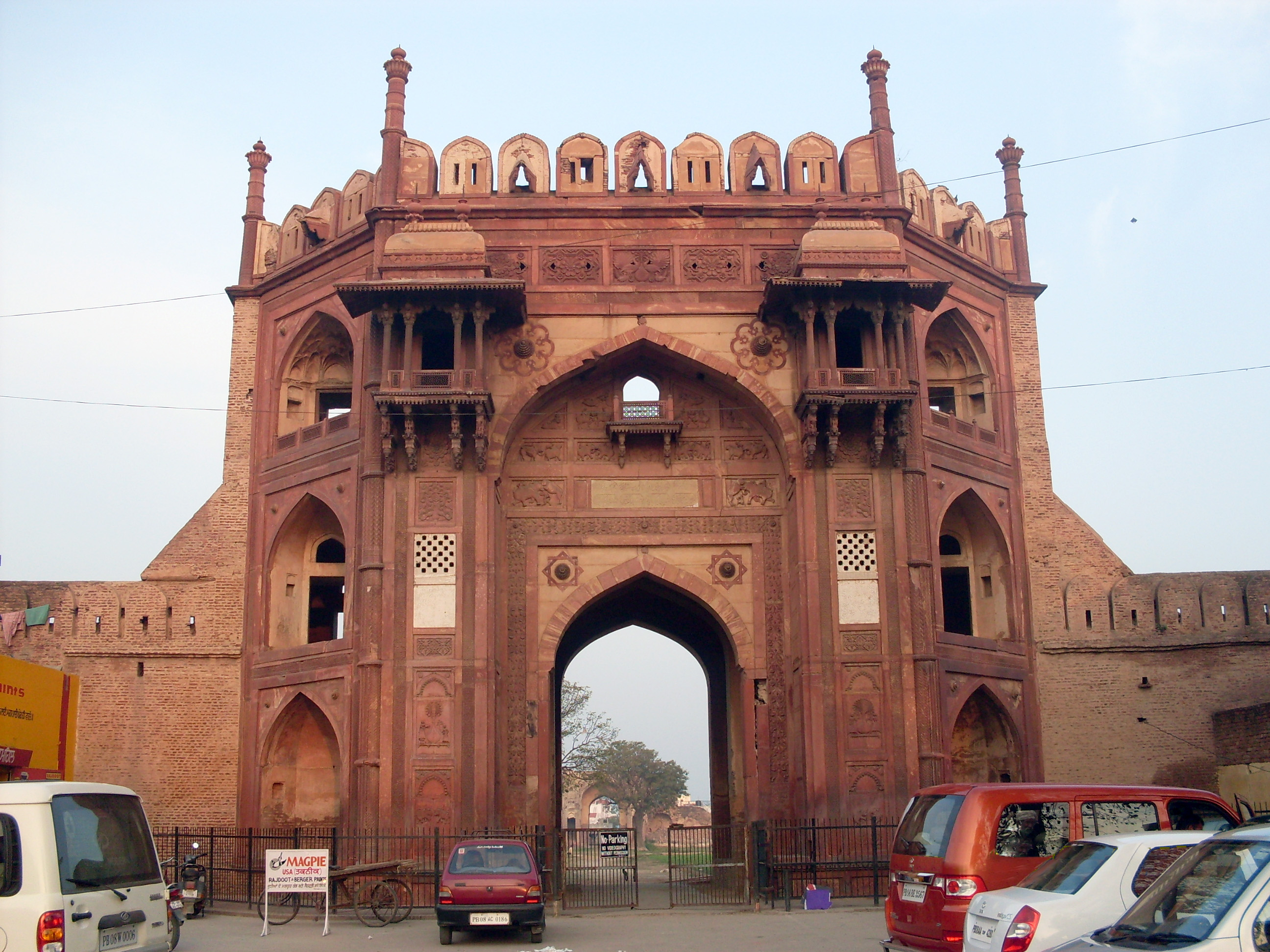
Il Nurmahal Sarai a Jalandhar in Punjab, è una residenza di caccia dell'imperatore Jahangir, costruito in onore di Nur Jahan, circa 1618
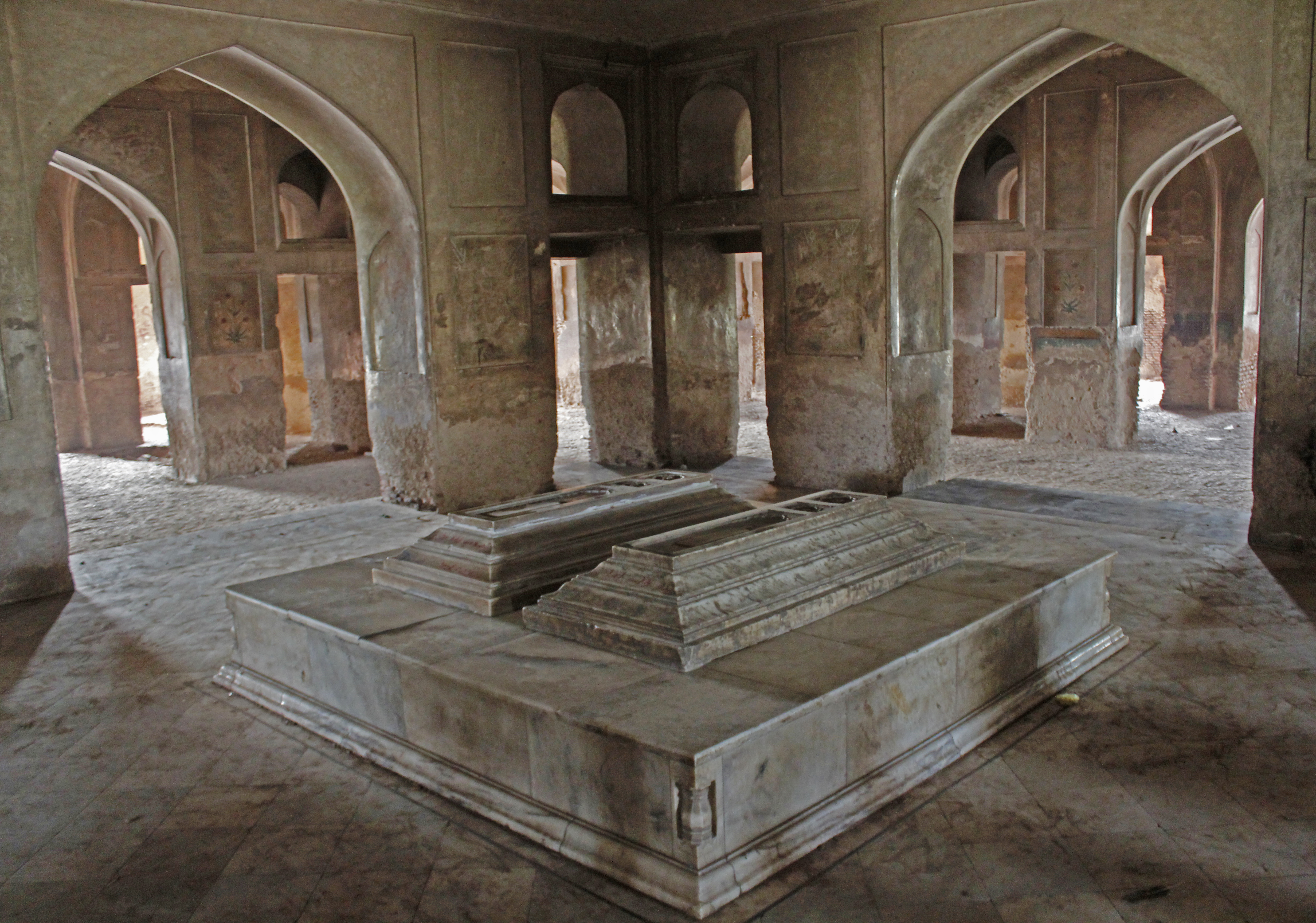
I cenotafi di Nur Jahan e sua figlia Ladli Begum

## Fonti storiche
Secondo lo storico Lal Ruby, la figura di Nur Jahan è stata volutamente screditata e distorta nel tempo ed a ciò ha contribuito in primis il manoscritto “Shahjahannama (le Cronologie di Shah Jahan) del XVII secolo, scritto dallo storico Inayat Khan per volere di Shah Jahan; in altri testi dello stesso periodo, l’imperatrice viene definita una "manipolatrice ambiziosa, che governava al posto di un imperatore dipendente dalle droghe e dall’alcool"
Nel 1615 Sir Thomas Roe, ambasciatore di re Giacomo I d'Inghilterra (1566 - 1625), definì Nur Jahan  “la dea dell'empietà pagana”,  dopo averla vista in azione nelle imprese di Gujaart e Malwa. Mentre della relazione tra i due reggenti, asseri’: “ella lo comanda e lo adula a suo piacimento”.
Nel XIX secolo e durante il periodo coloniale, poi, si sottolinearono solo gli aspetti amorosi ed erotici della coppia reale, ommettendo del tutto il potere di Nur Jahan come sovrana.

## Cultura popolare
La leggendaria storia d’amore, tra Nur Jahan e Jangir, è ancora vivissima nell’immaginario collettivo dei moderni paesi dell’antico Hindustan: Afghanistan, Pakistan, India e Bangladesh. Sono stati realizzati centinaia di libri, film, serie tv.